# Гренвілл (Квебек)
Гренвілл (Ґренвілл; фр. Grenville) — сільський муніципалітет у регіональному муніципалітеті округу Аржантей регіону Лорентиди, Квебек, Канада. Він розташований через річку Оттава від містечка Гоксбері, Онтаріо.

## Історія
Хоча Гренвілл уже був показаний на карті Ґейла і Дюберже 1795 року, тільки 28 січня 1808 року містечко було офіційно засновано. Назву надано на честь лорда Джорджа Ґренвілла, премєр-міністра Великої Британії. Через два роки, у 1810 році, перші французькі та англійські поселенці прибули в цей район.
Його стратегічне розташування на річці Оттава та будівництво Карильйонського каналу в 1819 році призвели до реального зростання міста. У 1826 році відкрився перший універсальний магазин, а в 1828 році перша школа. У 1830 році була побудована лісопилка «Кінґсі», а в 1838 році — промисловий млин. У 1857 році почалося будівництво залізниці Карильйон і Гренвілл, яке було завершене через шість років.
У 1861 році в селі та його околицях проживало близько 900 жителів. 1 січня 1876 року було утворено сільський муніципалітет Гренвілл, на той час його кількість перевищувала тисячу осіб.
У 1910 році залізниця Карильон і Гренвілл була покинута, а пізніше демонтована.

### Гренвільський канал
Канал Гренвілл, канал Шут-а-Блондо та канал Карильйон були побудовані для навігації по Лонґ-Су-Рапідс на річці Оттава, яка простяглася на 21 км від Карильйона до Гренвілла. Поштовхом для цих каналів стала війна 1812 року. Під час цієї війни атаки вздовж річки Святого Лаврентія поставили під загрозу лінії зв'язку між Кінґстоном і Монреалем, двома основними військовими позиціями Верхньої та Нижньої Канади. Таким чином, канал річки Оттава та канал Рідо були розроблені як альтернативний шлях військового постачання на випадок війни з американцями.

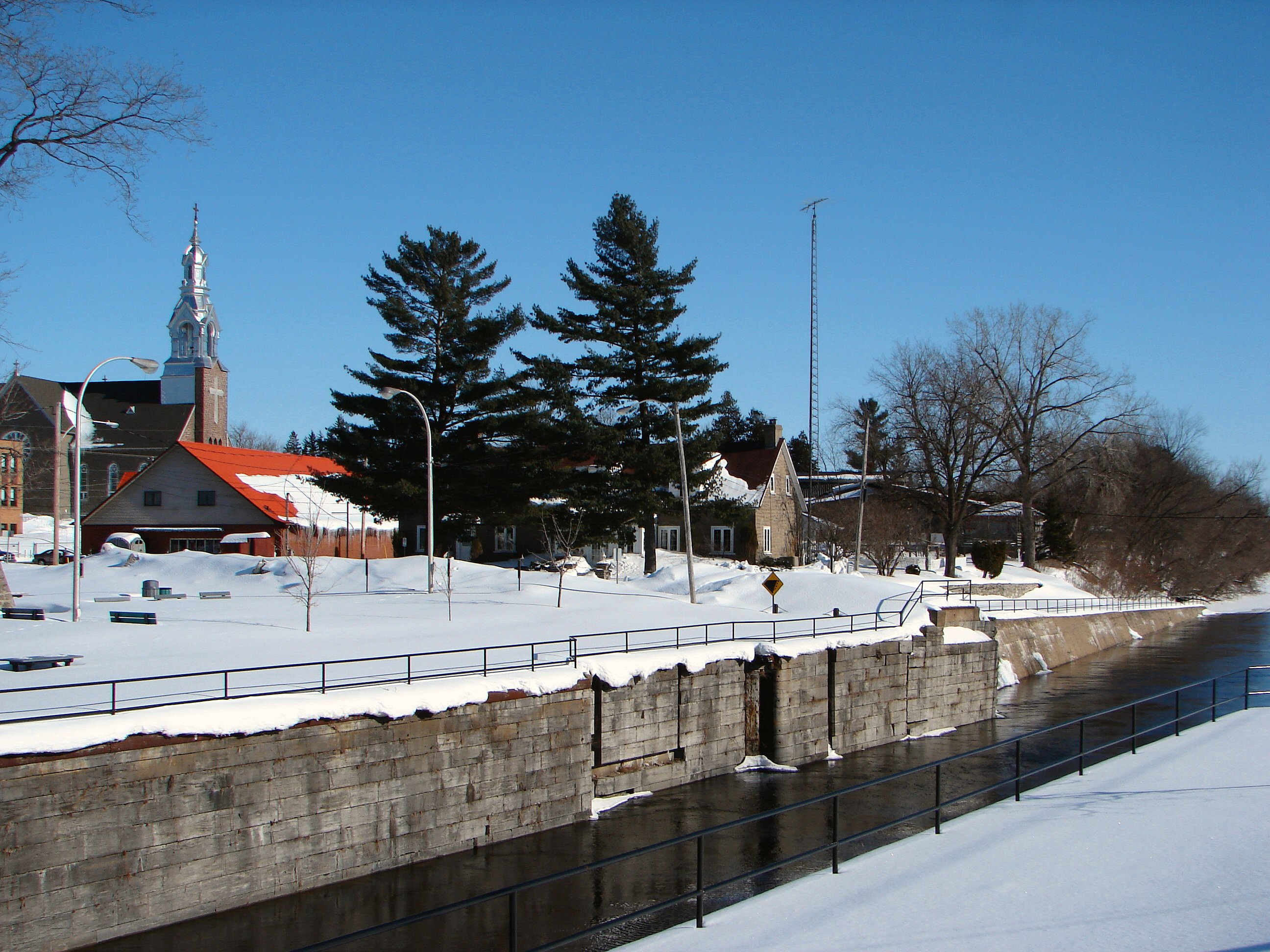
Гренвільський канал

Роботи на каналі почалися в 1818 році з будівництва складського приміщення. У 1819 році капітан Генрі Верне з королівських інженерів прибув з Великої Британії, щоб очолити будівництво проекту. Сотні ірландських іммігрантів і франко-канадців були задіяні для копання каналу під керівництвом сотні британських солдатів. У 1833 році Гренвільський канал був завершений початковою довжиною 9,5 км і вся мережа на річці Оттава, включаючи 11 шлюзів, не була повністю завершена приблизно до 1843 року.
Військові вимоги вирішували всі аспекти каналу. Розмір шлюзів був встановлений на 41 м завдовжки 10 м завширшки і лише 1,5 м завглибшки на порогах. Ці розміри, стандарти, прийняті для військового використання, були недостатніми для будь-якого комерційного використання. Лісове господарство стало основною економічною діяльністю в цьому регіоні, і з 1867 року місцеві підприємці вимагали від уряду покращити мережу, оскільки оригінальна мережа каналів застаріла. У 1870 році Комісія каналів рекомендувала зробити річку Оттава глибшою між Лашином і Оттавою. Тому між 1873 і 1882 роками Гренвільський і Карильйонський канали були розширені (гребля, побудована вище за течією від села Карильон, підняла рівень річки Оттава біля Шут-а-Блондо, через що необхідність у шлюзі відпала).
Подальші зміни були внесені з 1959 по 1963 роки з будівництвом гідроелектростанції Карильйон і сучасного 20-метрової висоти шлюзу у Карильйоні. Ця робота суттєво і безповоротно змінила мережу каналів. Дамба підняла рівень води більш ніж на 19 м на Карильйоні та понад 2,7 м у Гренвіллі. Новий рівень води затопив Грецький мис та його околиці на кілька футів під водою та затопив пороги Лонґ-Су, перетворивши їх на спокійну течію. Незабаром після цього сталевий поворотний міст і шлюзи каналу були демонтовані.
Рідна мова (2006):
- Англійська як перша мова: 9 %
- Французька як перша мова: 88 %
- Англійська та французька як перша мова: 2 %
- Інша як перша мова: 1 %

## Місцевий уряд
Список колишніх мерів:
- Рональд Тітліт (2003—2015)
- Люк Ґрондін (2015—2019)
- Пєр Туветт (2019–тепер)

## Освіта
Комісія Scolaire de la Rivière-du-Nord керує франкомовними державними школами.
- École Dansereau/Saint-Martin
- École polyvalente Lavigne in Lachute

Шкільна рада сера Вілфріда Лорьє керує англомовними державними школами.
- Початкова школа Гренвілл[11]
- Лаврентіанська регіональна середня школа в Лашуті[12]

## Відомі люди
- Марсель Дежарден (1941—2003), журналіст, редактор новин і режисер[13]